# Ai confini della notte
Ai confini della notte (The Edge of Night, chiamata familiarmente EON) è stata una soap opera statunitense prodotta dalla Procter & Gamble e andata in onda sulla CBS dal 2 aprile 1956 al 28 novembre 1975 e sulla ABC dal 1º dicembre 1975 al 28 dicembre 1984. In Italia, la soap è arrivata su Rete 4 il 16 settembre 1985, che l'ha trasmessa ininterrottamente fino al 2 agosto 1986. Il 15 settembre 1986 la soap è approdata sulle tv locali, dove è stata programmata fino al 5 marzo 1988.

## Caratteristiche
Ai confini della notte inizia il 2 aprile 1956, in concomitanza con Così gira il mondo e con quest'ultimo condivide il primato di prima soap composta di episodi della durata di 30 minuti (contro gli abituali 15 dell'epoca). Tutti e due i serial erano trasmessi dalla CBS e prodotti dalla Procter & Gamble.
La soap fu inizialmente concepita come una versione quotidiana delle avventure di Perry Mason, allora molto popolare in libreria e alla radio. Il creatore di Perry Mason, Erle Stanley Gardner, era stato incaricato di creare e scrivere lo show, ma un improvviso disaccordo con la CBS fece saltare tutto. La rete televisiva, infatti, pretendeva che Perry Mason avesse una relazione d'amore, idea non gradita a Gardner. Così, lo scrittore diede forfait e preferì scrivere le avventure di Perry Mason per una serie televisiva serale che andò in onda a partire dal 1957.
Scartata l'idea di usare Perry Mason come protagonista, la sceneggiatura fu comunque affidata proprio a uno degli autori del Perry Mason radiofonico, Irving Vendig. Così nacque Ai confini della notte. A differenza di Perry Mason, ambientato nella California del Sud, la soap fu ambientata in una località fittizia del Midwest (lo Stato non fu mai specificato), Monticello, cittadina che probabilmente ricalcava la città di Cincinnati, dove aveva sede la Procter & Gamble, il cui skyline fu usato come logo nella serie fino al 1980. Lo skyline di Cincinnati fu sostituito quindi con quello di Los Angeles e, negli ultimi anni, lo show perse - nel titolo originale - anche l'articolo "The".
Ai confini della notte fu una soap abbastanza unica nel suo genere. Le storie principali erano infatti strettamente legate più al mondo del crimine ed alla lotta ad esso piuttosto che al romanticismo ed alla vita privata dei personaggi. Così venivano messe in scena quotidianamente le relazioni e i rapporti tra polizia, avvocati e medici di Monticello con gangster, spacciatori, ricattatori, spie internazionali, politici corrotti, psicopatici e assassini, senza però dimenticare argomenti tipici di una soap opera come il matrimonio, il divorzio e le battaglie per la custodia dei figli, amori osteggiati dalle famiglie, triangoli amorosi. La "particolarità" di questa soap fu riconosciuta nel 1980 quando, nel suo 25º anniversario, fu insignita di uno speciale Edgar Award da parte dell'associazione Mystery Writers of America. Da sottolineare, anche, che i personaggi maschili di Ai confini della notte erano più forti e credibili dei personaggi maschili delle altre soap e che la sceneggiatura era sempre ben bilanciata tra humor e crimine, proprio per cercare di stemperare la tensione creata dalle misteriose storie che man mano si snodavano sullo schermo.
Infine, mentre le altre soap si concentravano sulle storie di famiglie allargate o di grandi ospedali con il rischio di dare una visione frammentata della vita di provincia, Ai confini della notte fu probabilmente l'unica soap opera a riuscire a fotografare le dinamiche globali di una cittadina come Monticello - testimone di lunghe amicizie, interminabili faide familiari, avvocati e poliziotti corrotti dalla mafia - tanto che può essere considerata un vero e proprio personaggio, come qualunque altro essere umano che sia passato nella serie.

## Trama
Lo show è incentrato sul personaggio di Mike Karr, la cui figura subisce un'evoluzione durante tutta la soap. È dapprima poliziotto, poi - laureatosi in giurisprudenza - lavora nell'ufficio del Procuratore Distrettuale di Monticello, dove si fa le ossa come avvocato difensore per molti anni, fino poi a diventare lui stesso il Procuratore della città. All'inizio della soap l'uomo ha una relazione con Sara Lane, relazione basata sulla falsariga del rapporto tra Perry Mason e Della Street. Nel rapporto Karr-Lane però ha un grande peso la famiglia di Sara, in quanto implicata nel crimine organizzato (soprattutto a causa di suo fratello e di suo zio Harry). Nonostante ciò, i due si sposano ma la loro felicità è di breve durata: Sara viene investita e rimane uccisa nel tentativo di salvare la vita a sua figlia Laurie Ann, che sarà adolescente negli anni sessanta e giovane moglie e madre negli anni settanta.
Altri personaggi importanti della soap sono la seconda moglie di Mike, Nancy Pollock, giornalista e per questo di grande aiuto nella risoluzione di molti casi; il capo della Polizia, Bill Marceau, il migliore amico di Mike e con il quale ci sarà sempre un reciproco rispetto, cosa rara fra un avvocato difensore e un capo della Polizia (ma che qui è forse dovuto al fatto che Mike stesso è stato poliziotto); Martha, segretaria e poi moglie di Marceau; un altro avvocato, amico di Mike, Adam Drake; una sua cliente e poi sua moglie, Nicole Travis, famoso personaggio televisivo e infine la ricca Geraldine Whitney, protagonista di uno dei misteri più memorabili della storia della soap (cade "accidentalmente" dalla scale e rimane in coma per molti mesi).
Il personaggio di Nicole ha una storia molto interessante. È dapprima vittima di due donne che la vogliono vedere morta, poi si innamora e si sposa con Adam Drake, che presto scompare e viene creduto morto durante un incidente in mare. Ma l'uomo ricompare improvvisamente, anche se per poco (sarà ucciso durante uno dei momenti più sconvolgenti della soap). A questo punto, avviene un cambiamento all'interno dello show: l'attrice originale di Nicole viene sostituita e - caso unico per questo tipo di format televisivo - la sua sostituta risulterà evidentemente più giovane. Così, il personaggio verrà messo in relazione con il giovane dottor Miles Cavanaugh, fino a quando la donna verrà uccisa (la sua cipria per il viso sarà misteriosamente avvelenata).
Altra importante relazione è stata quella tra Nancy e la sua giovane sorella Cookie, dapprima sposata a Malcolm Thomas e in seguito a Ron Christopher, i cui traffici con vari usurai avrebbero influenzato i rapporti tra Mike e Louise e Philip Capice. Nelle puntate degli anni sessanta, la figlia dei Karr, Laurie Ann, oramai adolescente, diventa un personaggio chiave della soap. La sua relazione con Jonah Lockwood, un sociopatico, gli costa quasi la vita, e ben presto questi si rivela essere l'alter ego di Keith Whitney, rampollo della ricca famiglia Whitney, nemesi dei Karr e dei Marceau. Storie di un certo rilievo che hanno caratterizzato gli ultimi anni della soap sono un incidente ferroviario, durante il quale un prigioniero, Draper Scott, ingiustamente condannato per omicidio, riesce a fuggire alla maniera del Richard Kimble de Il fuggiasco e - a metà degli anni settanta - il cambio improvviso di personalità di Serena Faraday, cugina di Adam e già mentalmente instabile, dopo avere indossato una parrucca nera a ricci.

## Storia
A differenza di tanti altri serial del genere che solitamente aumentano di audience nel corso degli anni, Ai confini della notte fu un successo istantaneo, raggiungendo subito circa 9 milioni di spettatori già nel primo anno di programmazione, in parte perché il pubblico percepì la soap come un Perry Mason quotidiano, così come volevano i produttori. Durante gli anni sessanta lo show continuò a prosperare, tanto da essere costantemente tra le prime 6 soap opera nella classifica Nielsen (seconda soap opera più seguita negli USA nelle stagioni 1966-67, 1969-70, 1970-71 e 1971-72).
Grazie alle trame legate al crimine, nonché al suo orario (16.30/15.30), il pubblico di Ai confini della notte era composto prevalentemente da uomini, cosa che distinse Ai confini della notte da tutte le altre soap opera, il cui pubblico destinatario e fruitore fino ad allora era sempre stato solo ed esclusivamente quello femminile.
Quando nella stagione televisiva 1972-73 lo show fu spostato alle 14.30/13.30, su volere della Procter & Gamble, esso perse la solida seconda posizione mantenuta fino a quel momento e scese inesorabilmente a metà classifica. La ragione di tale defaillance fu probabilmente dovuta al fatto che molti uomini erano impossibilitati a guardare la soap in quell'orario, teen-ager compresi.
Nel 1975, la CBS decise di allargare le puntate di una delle sue soap portandole a 60 minuti, in risposta al raddoppio della durata delle puntate di Destini e de Il tempo della nostra vita, deciso dalla NBC. La scelta cadde su Così gira il mondo, soap di punta della rete, nonché diretta rivale de Il tempo della nostra vita. L'espansione di Così gira il mondo aggravò ulteriormente la delicata situazione di Ai confini della notte, in quanto le varie stazioni affiliate alla CBS lungo tutta l'America non avevano intenzione di lasciare ulteriore spazio ai programmi nazionali. La CBS fu quindi costretta a cancellare un altro programma. La scelta cadde proprio su Ai confini della notte, che ormai risultava essere costantemente il programma pomeridiano meno seguito dal pubblico, tanto da essere battuto - talvolta - anche da un'altra soap poco seguita come The Doctors. Fortunatamente, la ABC - che aveva appena cancellato alcuni programmi pomeridiani - aveva uno spazio libero da dedicare ad un'altra soap. Fu così che nel dicembre del 1975 Ai confini della notte fu spostata sulla ABC.
Nonostante la soap non riuscì mai a recuperare gli spettatori persi nel corso degli anni, essa fu in grado, agli inizi degli anni ottanta, di risalire la china ed a stabilizzarsi all'undicesima posizione della classifica Nielsen. Ben presto, però, molte TV affiliate alla ABC cominciarono a sostituire la soap con programmi locali o in syndication con la conseguente perdita di solidità numerica (in spettatori e nel gradimento) da parte del serial. La Procter & Gamble cercò in tutti i modi di tenere in vita lo show, anche sostituendo il capo-sceneggiatore Henry Slesar con Lee Sheldon, il quale provò a dare nuova linfa alle trame della soap ma inutilmente.
Alla fine del 1984, Ai confini della notte copriva solo il 62% del territorio nazionale e da lì a poco la percentuale sarebbe scesa ulteriormente, dato che altre stazioni televisive affiliate al colosso nazionale avevano deciso di cancellare la soap dalla loro programmazione. A quel punto, nonostante la buona volontà della ABC nel riservare un nuovo orario allo show, la Procter & Gamble si vide costretta a interrompere la produzione della soap, che si concluse il 28 dicembre 1984 con la puntata numero 7420.